# Фердінандо Боцці
Фердінандо Боцці (італ. Ferdinando Bozzi; 24 лютого 1957, Монфальконе — 20 липня 2025) — італійський футболіст, що грав на позиції нападника.

## Ігрова кар'єра
У дорослому футболі розпочав грати 1975 року за команду «Торіно», але не дебютував у Серії А. У 1976 році він перебрався в «Беневенто», де за сезон провів 22 матчі в Серії С, забивши 5 голів, після чого перейшов у «Самбенедеттезе». Там він став одним із улюбленців уболівальників, а в останньому сезоні в «Самбенедеттезе» він також носив капітанську пов'язку.
Згодом він грав за «Чезену», з якою він домігся підвищення до Серії А за підсумками сезону 1980/81, але не залишився на наступний сезон у вищому дивізіоні, натомість надалі грав у складі нижчолігових команд «Франкавілла», «Санремезе», «Джуліанова», «Пінероло», «Торторето» та «Савільянезе».
Завершив ігрову кар'єру у команді «Колленьйо» у віці 33 років, за яку виступав протягом 1988—1990 років, провівши загалом за кар'єру 102 матчі та забивши 8 голів у Серії B і 130 матчів у Серії C, забивши 12 голів.
Помер 20 липня 2025 року у віці 68 років.